# Северский Донец (остановочная платформа)
Северский Донец — остановочная платформа (остановочный пункт) Северо-Кавказской железной дороги, находящаяся на территории Каменского района Ростовской области.

## Характеристика

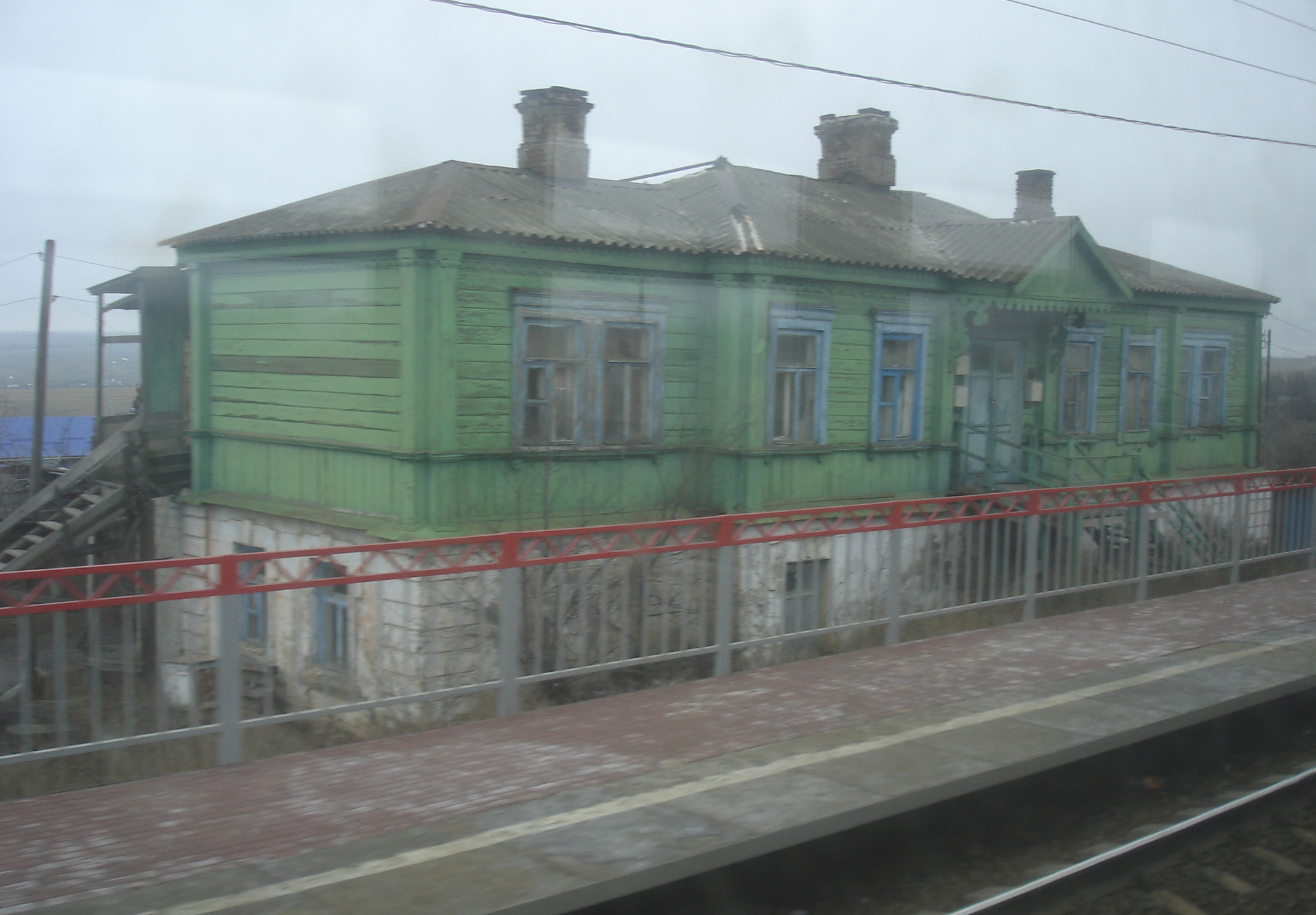
Старое здание остановки

Платформа находится между городом Каменском-Шахтинским и его микрорайоном — Лиховской, к югу от остановочной платформы 1044 км. На ней делают остановки пригородные электропоезда.
Рядом проходит автомобильная трасса М4 «Дон».